# Осінь (фільм, 1974)
«Осінь» (рос. «Осень») — радянський художній фільм 1974 року. Поставлено за літературним сценарієм  Андрія Смирнова «Горобина — ягода ніжна».

## Сюжет
Пізньої осені до північного села приїжджають на тиждень відпочити чоловік і жінка з Ленінграда. Ілля — лікар, трохи за 30 років, одружений, однак його шлюб нещасливий і знаходиться на межі розпаду. Саші близько 30 років, вона теж була у шлюбі, але розлучилася. Ілля і Саша знали одне одного ще з дитинства і навіть могли одружитися, проте свого часу це не склалося. Зустрівшись знову після багатьох років, вони зрозуміли, що почуття між ними спалахнуло з новою силою. Цей тиждень вони проводять в розмовах одне з одним і з господарями — молодим шофером Едиком і його дружиною Дусею, у яких є дочка Таня. Ілля розуміє, що мусить сказати дружині, що йде від неї, але зробити це йому нелегко. В один із днів він навіть дзвонить дружині з села, але не наважується нічого сказати, а потім, відпустивши Сашу додому, йде в людну пивну. Саша не вірить, що Ілля залишиться з нею, хоча й просить його не кидати її.
Тиждень проходить, Ілля і Саша повертаються до міста; в день їх повернення випадає перший сніг. Саша не може всидіти в своїй кімнаті в комуналці і ввечері йде до подруги з роботи, де бачить ще один приклад ситуації сімейного життя — її подруга Марго зайнята головним чином собою, а маленькою дитиною, собакою і господарством покірно займається її чоловік Скобкін. Залишившись ночувати у Марго, Саша не витримує і їде вночі додому на таксі. Вриваючись в свою кімнату, вона бачить, що там її чекає Ілля.

## У ролях
- Наталія Рудна —  Саша
- Леонід Кулагін —  Ілля
- Наталя Гундарева —  Дуся
- Олександр Фатюшин —  Едуард
- Зоя Мокеєва —  Таня, дочка Дусі і Едуарда
- Людмила Максакова —  Марго
- Армен Джигарханян —  Скобкін
- Ігор Кашинцев —  чоловік у пивній
- Юрій Кузьменков —  міліціонер
- Валерій Лисенков —  чоловік у пивній

## Знімальна група
- Автор сценарію та режисер:  Андрій Смирнов
- Головний оператор: Олександр Княжинський
- Художник:  Олександр Бойм
- Композитор: Альфред Шнітке
- Звукооператор: Ян Потоцький
- Диригент: Емін Хачатурян